# Santarcangelo di Romagna
Santarcangelo di Romagna este o comună din provincia Rimini, Italia. În 2011 avea o populație de 20854 de locuitori.
Aici s-a născut scriitorul și scenaristul Tonino Guerra.

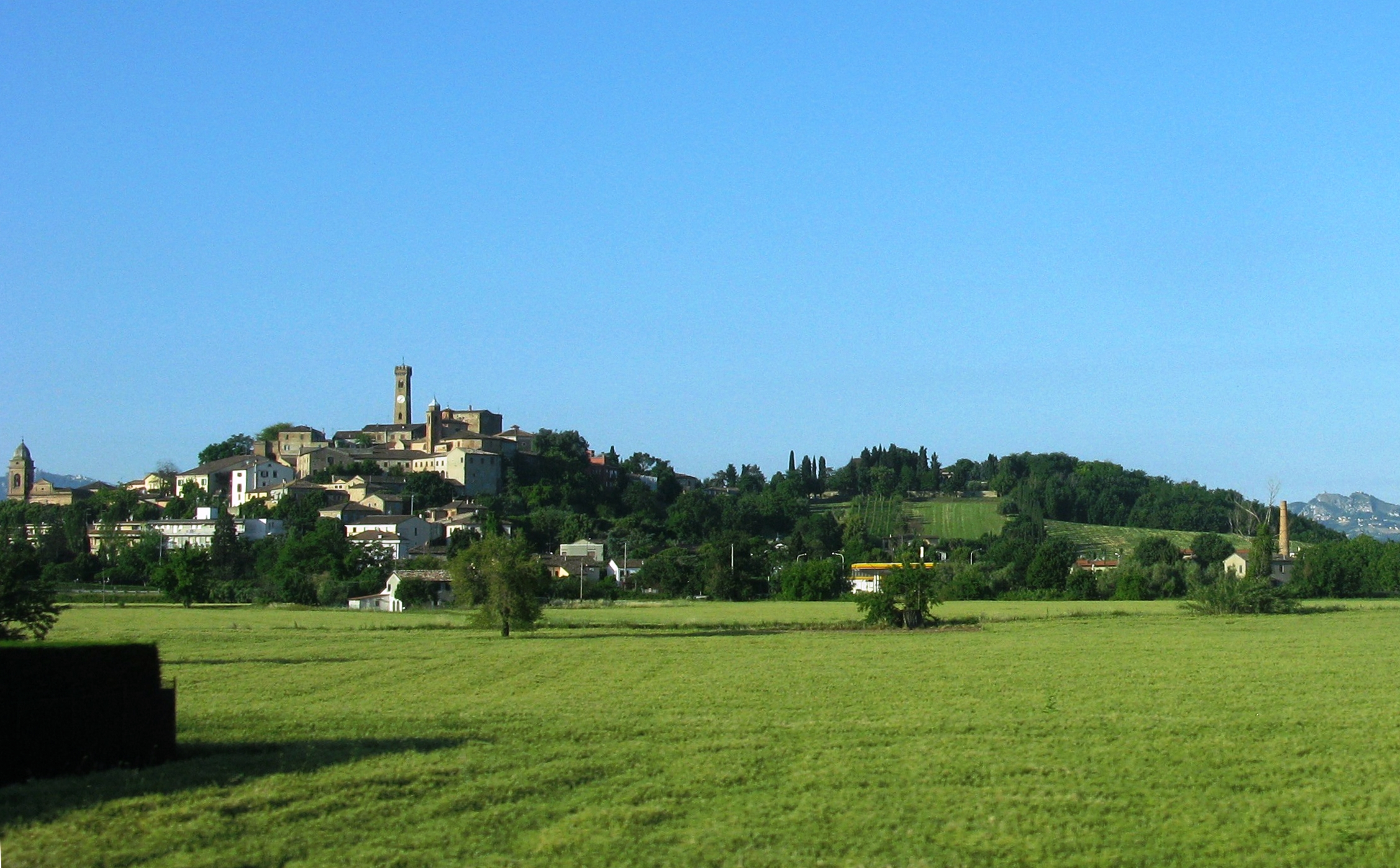
Santarcangelo di Romagna

## Demografie
Santarcangelo di Romagna - evoluția demografică

|  | Graficele sunt indisponibile din cauza unor probleme tehnice. Mai multe informații se găsesc la Phabricator și la wiki-ul MediaWiki. |

Date: Recensăminte sau birourile de statistică - grafică realizată de Wikipedia